# Twist à Bamako
Pour plus de détails, voir Fiche technique et Distribution.
Twist à Bamako est un drame historique français, canadien et sénégalais réalisé par Robert Guédiguian et sorti en 2021.
Alors qu'il situe la plupart de ses films à Marseille, Robert Guédiguian tourne cette fois en Afrique après la découverte de l'ébullition révolutionnaire qui suivit l'indépendance du Mali au travers des photographies de Malick Sidibé (1936-2016). En raison de la situation géopolitique, le film ne peut être tourné au Mali et c'est la ville sénégalaise de Thiès qui figure Bamako.
Quelques anachronismes parsèment le film, on y voit effectivement rouler des DS Citroën modèle 1967 ainsi que des R16 Renault de 1965 alors que l'action se déroule en 1962.
En 2021, le film est retenu par la Semaine internationale du film de Valladolid.

## Synopsis
Peu après la proclamation de l'indépendance du Mali, en 1962: Samba, fils d'un riche commerçant, est un fervent partisan du régime socialiste du président Modibo Keita. Avec quelques camarades, il parcourt le pays pour expliquer aux paysans les vertus de la collectivisation des terres, et se heurte à l'hostilité des chefs de villages. Le soir, il aime danser le twist dans des clubs branchés.
Au lendemain d'une intervention dans un village bambara, lui et ses amis ont la surprise de trouver une passagère clandestine dans leur camion, Lara, une jeune femme qui a été mariée de force au petit-fils du chef du village et veut rejoindre Bamako. Elle souhaite retourner chez les Français pour qui elle travaillait avant son mariage, mais quand elle arrive à leur propriété, le jardinier lui dit qu'ils ont quitté le pays. Un ami de Samba lui propose alors de l'héberger dans sa famille, et la mère de celui-ci lui trouve un travail.
Lara et Samba tombent amoureux et rêvent de faire leur vie ensemble. Samba veut croire que la réforme du Code de la famille donnera à Lara le droit de divorcer et permettra d'interdire les mariages forcés, mais Mariam, l'une des membres de la commission chargée de la révision de la loi, lui dit que les mentalités mettront encore du temps à évoluer. Lara est enceinte de son mari, et Samba se dit prêt à considérer l'enfant comme le sien.
Mais les réformes du gouvernement, notamment le contrôle des importations et des exportations, ainsi que l'abandon du franc CFA au profit du franc malien, déplaisent fortement aux chefs d'entreprises et aux commerçants, qui décident d'organiser une grande manifestation, qui se termine par un assaut de l'hôtel de ville de Bamako. Le père de Samba figure parmi les personnes arrêtées et accusées de tentative de coup d’État. Samba va le visiter en prison mais, réalisant qu'il a été tabassé et qu'il est prêt à mentir et à reprendre à son compte des accusations fausses, il doute désormais du régime.
Le gouvernement socialiste s'attaque également aux clubs où l'on danse le twist, qui sont pour lui le symbole de l'influence culturelle occidentale, d'une remise en cause des traditions africaines et de la dépravation des mœurs. Les clubs se retrouvent donc fermés.
Le patron de Lara tente de la violer, elle l'assomme en cherchant à résister, et elle se retrouve accusée. Elle n'est finalement pas poursuivie, mais les autorités deviennent conscientes de son statut d'épouse en fuite. Le mari et le frère de Lara viennent à Bamako pour essayer de la retrouver, Lara doit changer de domicile.
Samba et Lara décident finalement de fuir le pays. Samba accompagne Lara à la gare où elle doit prendre le train pour Dakar, mais le frère et le mari de Lara les y retrouvent. Le frère de Lara poignarde à mort Samba, et Lara est obligée de réintégrer le domicile conjugal.
Épilogue dans le Nord du Mali, en 2012: Lara est grand-mère, et danse le twist en cachette avec ses petits-enfants. Les Islamistes ont en effet interdit la musique. Lara n'a jamais oublié sa jeunesse, ni Samba.

## Fiche technique
Sauf indication contraire, les informations mentionnées dans cette section peuvent être confirmées par la base de données cinématographiques IMDb,  présente dans la section « Liens externes ».
- Titre original : Twist à Bamako
- Réalisation : Robert Guédiguian
- Scénario : Robert Guédiguian et Gilles Taurand
- Musique : Olivier Alary et Johannes Malfatti
- Décors : Mahamoudou Papa Kouyaté et Oumar Sall
- Costumes : Anne-Marie Giacalone, Mame Fagueye Ba et Abdou Lahad Guèye
- Photographie : Pierre Milon
- Son : Laurent Lafran
- Montage : Bernard Sasia
- Producteurs : Marc Bordure, Angèle Diabang Brener, Robert Guédiguian et Yanick Létourneau
- Sociétés de production : Agat Films & Cie - Ex Nihilo, France 3 Cinéma, Périphéria, Karoninka, Canal+ International et Bibi Films
- Budget : 5,63 millions d'euros
- SOFICA : Sofitvciné 7
- Société de distribution : Diaphana
- Pays de production :  France,  Canada,  Sénégal,  Italie et  Mali
- Langue originale : français
- Format : couleur — 2,35:1
- Genre : Drame historique
- Durée : 129 minutes
- Dates de sortie :
  - Espagne : 25 octobre 2021 (Valladolid)
  - France : 5 janvier 2022

## Acteurs principaux
- Alice Da Luz : Lara
- Stéphane Bak : Samba
- Issaka Sawadogo : Lassana, le père de Samba
- Saabo Balde : Jules
- Ahmed Dramé : Bakary
- Bakary Diombera : Badian, le petit frère de Samba
- Ben Sultan : Boubakar
- Alassane Gueye : Maliki
- Diouc Koma : Namori
- Miveck Packa : Bintou

## Sortie

### Accueil critique
En France, le site Allociné recense une moyenne des critiques presse de 3,6/5.

### Box-office
| Pays ou région | Box-office      | Date d'arrêt du box-office | Nombre de semaines |
| -------------- | --------------- | -------------------------- | ------------------ |
| France         | 127 118 entrées | 1er mars 2022              | 8                  |
| Total mondial  | 956 475 $       | -                          | -                  |